# Antônio Almeida
Antônio Almeida là một đô thị thuộc bang Piauí, Brasil. Đô thị này có diện tích 652,732 km², dân số năm 2007 là 3140 người, mật độ 4,81 người/km².